# Pakistan Today
Pakistan Today — пакистанська англомовна щоденна газета, яка видається Nawa Media Corporation у трьох пакистанських містах — Лахор, Карачі й Ісламабад. Пізніше газета запустила діловий журнал під назвою Profit Magazine.

## Діяльність
Газета зі штаб-квартирою в Лахорі була заснована її редактором і видавцем, старшим журналістом Аріфом Нізамі, у 2010 році. Це частина медіа-корпорації Nawa, що базується в Лахорі, створеної ним у 2008 році. Аріф Нізамі є сином ветерана пакистанської журналістики Хаміда Нізамі і був пов'язаний із щоденними газетами Nawaiwaqt і The Nation до цього протягом багатох років.

### Хабаристан сьогодні
Pakistan Today має сатиричну колонку під назвою «Хабаристан сьогодні». Оскільки його матеріал часто незнаний, його сатира іноді втрачається для західної аудиторії. Так було в 2014 році, коли стаття, в якій стверджувалося, що пакистанська Рада ісламської ідеології оприлюднила прокламацію про те, що всі жінки за своєю суттю слабші за чоловіків, була підхоплена як інтернетом, так і мейнстрімними джерелами новин.

### Журнал «Прибуток»
Журнал Profit починався як двотижневий журнал. Однак, після партнерства з Wall Street Journal, журнал пізніше вийшов щотижневим, редактором був Фарук Тірмізі. Це єдиний у Пакистані щотижневий діловий та економічний журнал. Після відставки Фарука Тірмізі Profit призначив Хуррама Хусейна головним редактором.